# Typhlocyba juglansae
Typhlocyba juglansae är en insektsart som beskrevs av Ahmed, Naheed och Samad 1981. Typhlocyba juglansae ingår i släktet Typhlocyba och familjen dvärgstritar.
Artens utbredningsområde är Pakistan. Inga underarter finns listade i Catalogue of Life.